# Hieracium pseudopaltinae
Hieracium pseudopaltinae là một loài thực vật có hoa trong họ Cúc. Loài này được Nyár. & Zahn mô tả khoa học đầu tiên.